# 7-es villamos (Debrecen)
A debreceni 7-es jelzésű villamos a Gyógyfürdő és Tüdőklinika között közlekedett. Egyike volt az elsőnek megszüntetett villamosvonalaknak, amikor 1970. március 31-én bezárták. Pótlására az addig a Klinikákig közlekedő 10-es buszt hosszabbították meg a Tüdőklinikáig.

## Története
A vonalon a közlekedés 1950-ben indult meg miután a Debrecen-Nyírbátori HÉV vonalát áthelyezték a MÁV Debrecen belvárosát keletről elkerülő vonalára. Ennek köszönhető a szokatlan pályavezetés, vagyis hogy a pálya a Nagyerdei elágazásig egyenesen halad, majd onnan visszafordulva, arról leágazva tért be a Tüdőklinikák felé. Egyik elsőként a debreceni villamosok közül a 3-as és a 12-es viszonylattal egy időben 1970. március 31-én zárták be.

## Útvonala
A nagyerdei gyógyfürdő mellől indult az egyes vonallal közös pályáról, nyomvonala a Pallagi út mellett haladt, azzal párhuzamosan. Elhaladt a klinikák mellett, s a nagyerdei elágazást követően visszafordult a Tüdőklinika felé a mai Móricz Zsigmond útra.
Közvetlen, nem villamosított vágánykapcsolata volt az 5-ös vonallal a Móricz Zsigmond út délnyugatnak tartó szakaszán át.

## Kapcsolata más vonalakkal
- indulási pontján közvetlen kapcsolattal rendelkezett az 1-es vonallal
- együtt futott a 3-as villamossal a nagyerdei elágazásig
- a Móricz Zsigmond úti nem villamosított szakasztól a nagyerdei elágazásig az ott korábban közlekedő HÉV vonalát használta